# 日本福祉大学高浜専門学校
日本福祉大学高浜専門学校（にほんふくしだいがくたかはませんもんがっこう）とは、愛知県高浜市春日町にかつて存在した介護福祉士、作業療法士の専門学校。設置主体は、学校法人日本福祉大学。

## 沿革
日本福祉大学を母体として、1996年（平成8年）4月に開校。高浜市の福祉事業との連携を背景に介護などを教えてきたが、2008年（平成20年）に学生募集が停止され、2010年（平成22年）3月末日を以て閉校した。
学科は系列校である日本福祉大学健康科学部に引き継がれた。

## 所在地
- 愛知県高浜市春日町5-165

## 交通手段
- 名鉄三河線三河高浜駅から、直接歩道橋で連絡している。